# They Wait
They Wait è un film del 2007 diretto da Ernie Barbarash.
Il film è basato su fatti realmente accaduti.

## Trama
I coniugi Sarah, Jason ed il loro figlio Sammy ritornano a Vancouver (Canada) dopo essere stati ai funerali di Raymond.
Dopo i funerali, Sammy inizia a vedere degli spettri, che lo perseguitano; queste visioni cadono proprio durante il mese dei fantasmi.
I genitori di Sammy si rivolgono a dottori e psicologi, ma senza ottenere risultati. Allo stremo delle forze, Sarah si rivolge ad un farmacista, il quale le dice, che Sammy è prigioniero di una persona deceduta.
Sarah capisce allora, che deve scoprire cosa vuole lo spirito e, dovrà farlo prima che finisca il mese dei fantasmi, altrimenti perderà il figlio.